# تيبازيوس
تيبازيوس (بالإنجليزية: Typasius) توفي 11 جانفي 304 م يتم تبجيله كقديس عسكري من قبل الكنيسة الكاثوليكية. يوم عيده هو 11 جانفي.